# Sandra Dahlke
Sandra Dahlke (* 1968 in Kassel) ist eine deutsche Historikerin.

## Leben und Wirken
Dahlke studierte von 1990 bis 1998 Geschichte und Slawistik an den Universitäten Paris, Köln und Hamburg. 1998 wurde Dahlke wissenschaftliche Mitarbeiterin an der Universität der Bundeswehr Hamburg. 2005 wurde sie an der Universität Hamburg mit ihrer von Norbert Angermann betreuten Dissertation über Jemeljan Michailowitsch Jaroslawski promoviert. 2006 begann sie das Forschungsprojekt über spektakuläre Strafprozesse im Russländischen Imperium der unmittelbaren Nachreformzeit (1860er und 1870er Jahre). 2007–2008 und 2011 war sie als Stipendiatin des Maison des Sciences de l’Homme (MSH) und des DAAD Gastwissenschaftlerin am Centre d’études des mondes russe, caucasien et centre-européen (CERCEC) an der École des hautes études en sciences sociales (EHESS) in Paris. Anschließend war sie 2011 Gastwissenschaftlerin in der Emmy-Noether Forschergruppe „Wege der Rechtsfindung in ethnisch-religiös gemischten Gesellschaften“ am Institut für Slawistik an der Universität Leipzig. 2012 ging Dahlke als Jahresstipendiatin zum Deutschen Historischen Institut Moskau (DHI Moskau). 2013 wurde sie dort stellvertretende Leiterin, und seit 1. Oktober 2018 ist sie Direktorin des DHI Moskau als Nachfolgerin von Nikolaus Katzer.
Ihre Forschungsschwerpunkte sind die Geschichte Russlands in der zweiten Hälfte des 19. Jahrhunderts und die Geschichte der Sowjetunion. Sie untersuchte das Leben im Stalinismus und analysierte die antireligiösen Kampagnen. Entsprechende Untersuchungen führte sie bezüglich der Gesellschaft im zaristischen Russland durch.

## Schriften (Auswahl)
- „An der antireligiösen Front“. Der Verband der Gottlosen in der Sowjetunion der zwanziger Jahre (= Schriftenreihe Hamburger Beiträge zur Geschichte des östlichen Europa. Band 4). Kovac, Hamburg 1998, ISBN 3-86064-715-6.
- Individuum und Herrschaft im Stalinismus. Emel’jan Jaroslavskij (1878–1943) (= Ordnungssysteme. Band 29). (zugleich Dissertation Universität Hamburg 2005), Oldenbourg, München 2010, ISBN 978-3-486-58955-9.